# Крі Чіккіно
Крі Чіккіно (англ. Cree Cicchino; нар. 9 травня 2002, Квінз, Нью-Йорк, США) — американська акторка, співачка, танцюристка, фотомодель еквадорського походження. Відома роллю Бейб Карано в телесеріалі «Game Shakers».

## Біографія
З 12 років вивчала акторське мистецтво.
Після успіху серіалу Game Shakers брала участь в деяких інших телевізійних шоу, таких як Picks TV Piper і Halloween Costume Party в 2016 році.

## Громадська діяльність
Бере участь у боротьбі проти жорстокості до тварин через Американське товариство по запобіганню жорстокості до тварин (ASPCA).